# サッシャ
サッシャ（Sascha、1976年9月22日 - ）は、ラジオDJ、ナレーター。ドイツのフランクフルト生まれ。本名はSascha Boeckle（ザッシャ・ベックレ）。

## 来歴
ドイツ人の父親と日本人の母親の間に生まれた。少年時代はドイツで過ごし、流行していた『スター・ウォーズ』やBMXに傾倒した。国営放送よりバラエティ豊かだった米軍放送で『マッハGoGoGo』『宇宙戦艦ヤマト』の英語版を見て育つ。
10歳で日本に移住。東京都府中市立府中第三小学校、府中市立府中第四中学校卒業。小さい頃にドイツのフランクフルト空港で英語の映画予告編ナレーションを格好いいと思ったことや、中学生になってラジオで洋楽をよく聴くようになったことから、ラジオDJに憧れるようになる。高校卒業後の第一志望はドイツの大学へ行くことだったが、日本の義務教育制度は小中高12年なのに対し、母国ドイツは最大で1年長い13年（初等教育4年＋中等教育ステージ1 最大9年）であり、日本の高校を出ただけでは入学する資格がなかった。ドイツの大学へ入るためにもまずはドイツ語能力を向上しようと、獨協大学外国語学部ドイツ語学科に進学。大学2年生で本格的にラジオDJを目指そうとするも、どうすればなれるかが分からず、各放送局にDJになりたいとEメールを送ったが、ほとんど返事は来なかった。難しい世界だと打ちひしがれていた大学3年時の1月、音楽専門チャンネルのVIBEを見ていると、募集告知が流れており、それに応募、面接を受ける。すぐには連絡が来ず、8か月経った頃、大学4年生になり、ドイツ行きのための願書を出そうとしていたところに合格の連絡が来る。
1999年、VIBEのVJとしてデビュー。しかし2年でVIBEは閉局し、自分の番組も終わることになる。ドイツ帰国を考えていると取材で知り合ったラジオ制作者に話すと、もったいないと言われ、その伝でFM802のオーディションを受ける。そのオーディションは不合格だったが、受験させてもらった人の紹介でWOWOWの番組に出演、その最中にJ-WAVEの番組で前任のDJの後任に誘われ、2001年にJ-WAVEナビゲーター、FM FUJIでラジオDJのキャリアがスタートした。2007年3月31日、2月17日に結婚したことと、8月に「家族も増える予定」と公式ブログで報告。2010年5月8日に放送されたDJ TAROとのUstreamでの番組「BEST HIT UST」にゲスト出演した向谷実と中西圭三のプロジェクト、「向谷倶楽部」のレコーディングとライブにゲスト参加。個人的に鉄道の趣味もあり、向谷の鉄道企画に参加したり、自身のラジオ番組のゲストのピンチヒッターとして向谷が電話出演したりと交流がある。2012年、ツール・ド・フランス第4ステージで新城幸也が敢闘賞を獲得し、日本人で初めて表彰台に上がった際に実況を担当した。2017年9月、友人の有村昆、福永活也らとともに株式会社キングダムエンターテインメントを設立し、VR人狼渋谷を運営する。

## 人物
日本語、英語、ドイツ語のトライリンガル。実況を務めるスポーツ中継では、現地映像による選手インタビューの翻訳等も行っている。
日本語とドイツ語は標準語、英語はドイツ出身なのでイギリス英語と思われがちだがアメリカ英語を話す。「アメリカのラジオをよく聴いていたから」と2021年7月放送の『STEP ONE』で明かした。
自転車も好きで、J SPORTSのサイクルロードレース中継の実況も担当している。解説の栗村修とのコンビは「我らワールド」の異名でも知られる（詳細は栗村修#解説業を参照）。
他には自動車レースのF1、FIA 世界耐久選手権、SUPER GTの実況も担当している。

## 現在の出演

### テレビ番組
- J SPORTS cycle road race（J SPORTS） - 実況ナビゲーター
- SUPER GT（J SPORTS） - 実況（2014年 - ）
- FIA 世界耐久選手権（J SPORTS） - 実況
- ル・マン24時間レース（J SPORTS） - 実況
- ライブソニック（テレビ朝日） - MC
- 金曜ロードSHOW!（日本テレビ、2013年4月12日 - ） - 映画マイスター
- F3 世界一決定戦 〜マカオGP〜（BSフジ） - 実況（2016 - ）
- フォーミュラE（J SPORTS） - 実況
- BEYBLADE X（テレビ東京、2023年10月6日 - ） - ナレーション
- BOAT RACEプレミア（TOKYO MX・BSフジ等） - 現地MC（不定期出演、スタジオMCの場合有り）

### ラジオ番組
- STEP ONE（J-WAVE、2017年4月3日 - ）
- Spotify HYPNOSIS WAVE（J-WAVE、2021年2月5日 - ）
- アニメ・ステラー（NHKラジオ第1、2022年4月5日 - ）

### インターネット番組
- DAZN F1中継 - 実況
- ワイキュー（Yahoo! JAPAN） - 不定期MC
- カイギ（2021年3月31日、4月7日、ひかりTVチャンネル＋）[6]
- WEDNESDAY F1 TIME（DAZN、2021年3月 - ） - 司会

### CM
- オーディオテクニカ - ナレーション、サウンドロゴ
- ひかりTV

## 過去の出演

### テレビ番組
- レギュラー番組への道、世界同業者サミット、トラックドライバー
- NEXTウイークリー（NHK イベントBS1、2011年4月 - 2012年3月14日） - ナビゲーター
- テレビでドイツ語（NHK教育、2009年度上期・2010年度・2011年度下期） - ナレーション
- スーパーフォーミュラ（J SPORTS） - 実況（ - 2016年）
- ネプ&イモトの世界番付（日本テレビ） - G20
- 第64回NHK紅白歌合戦（NHK、2013年12月31日） - Linked Horizon「紅蓮の弓矢」のドイツ語ナレーションを担当
- モーニングCROSS（TOKYO MX、2018年11月30日 - 2021年3月19日） - コメンテーター、金曜に不定期出演
- ハクション大魔王2020 第18話（読売テレビ、2020年9月5日） - サッシャ（本人役）[注 1][7][8]
- ズームイン!!サタデー（日本テレビ、2019年4月6日 - 2022年3月26日） - サブ司会・スポーツコーナー担当

### ラジオ番組
- MUSIC HYPER MARKET（J-WAVE、2001年 - 2019年4月26日、インターネットラジオ）
- WAKE UP TOKYO（J-WAVE、2006年4月 - 2009年3月）2006年4月 - 同年9月と2008年4月以降は月曜 - 木曜、2006年10月 - 2008年3月は月曜 - 金曜を担当
- GAZOO METAPOLIS Blue Style（2008年10月 - 2012年9月）
- HELLO WORLD（J-WAVE、2010年10月 - 2012年9月） - 金曜日
- BEAT PLANET（J-WAVE、2012年10月1日 - 2017年3月30日）
- THE MUSIC SPECIAL（J-WAVE、2016年3月19日 - 2016年8月27日）
  - MAKE IT 21がショーンKの降板により急きょ終了したことによる差し替え番組。
- American Airlines Music Flight（J-WAVE、2016年9月3日 - 2017年3月25日）

### インターネット番組
- ちきゅうTV（JAMSTEC, IODP） - ナビゲーター
- スポナビライブニュース - アンカー
- B.WEEK!!（スポナビライブ） - MC

### 映画
- ユメ十夜（公開年月日：2006年1月7日[9]） - 声の出演：旅人[10]
- 風立ちぬ（2013年） - 声の出演（2役）、ドイツ語指導[11]

### 参加CD
- Sound Horizon
  - イドへ至る森へ至るイド（ナレーション）
  - Marchen（ナレーション）
  - Nein（ナレーション、台詞）
- Linked Horizon
  - 自由への進撃（ナレーション）
  - 進撃の軌跡（ナレーション）
  - 楽園への進撃（ナレーション）
  - 二千年...若しくは...二万年後の君へ…（ナレーション）
  - 最後の巨人（ナレーション）

### 舞台・ライブ
- Sound Horizon 7th Story Concert 「Märchen」 〜キミが今笑っている、眩いその時代に…〜（2010年、3会場全8公演）
- Sound Horizon 第一次領土復興遠征（2011年7月 - 9月、ALSOKホール・愛知県芸術劇場・神戸国際会館・大阪城ホール、横浜アリーナ）
- Sound Horizon Revo's Halloween Party（2013年10月26日、さいたまスーパーアリーナ）
- Sound Horizon 9th Story Concert 「Nein」 〜西洋骨董屋根裏堂へようこそ〜（2015年4月 - 5月、3会場全11公演）
- 新感覚!スペクタクルステージ『THE★JINRO』－イケメン人狼アイドルは誰だ!!－（2020年6月30日〜7月5日、新宿シアターモリエール）[12]